# 拉蒂约卢瓦
拉蒂约卢瓦（法語：La Thieuloye，法語發音：[la tjœlwa]）是法国上法蘭西大區加来海峡省的一个市镇，属于阿拉斯区。法国刺客罗贝尔-弗朗索瓦·达米安生于此地。

## 地理
拉蒂约卢瓦（50°24'46"N, 2°25'57"E）面积4.06 平方千米，位于法国上法蘭西大區加来海峡省，该省份为法国北部沿海省份，西北濒北海，南至索姆省，东临北部省。
与拉蒂约卢瓦接壤的市镇（或旧市镇、城区）包括：迪耶瓦勒、巴瑞、布尔、布里亚、马尼库尔昂孔特、蒙希布勒通。
拉蒂约卢瓦的时区为UTC+01:00、UTC+02:00（夏令时）。

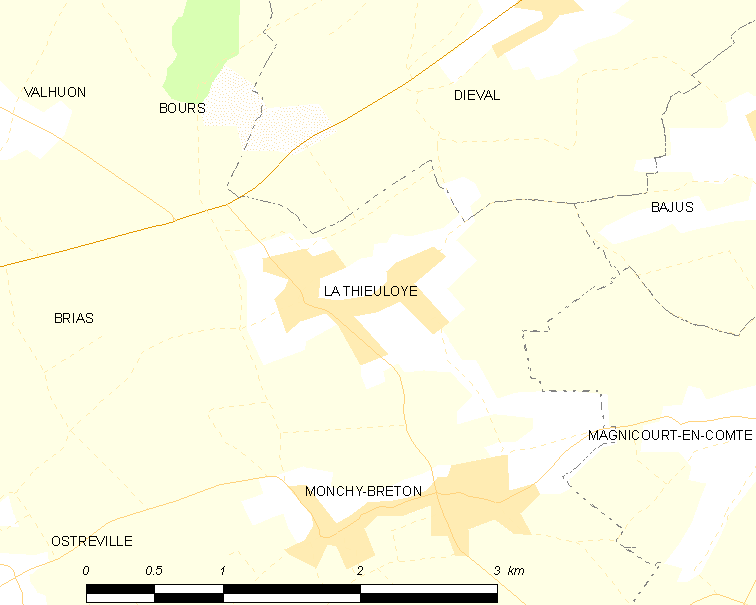
拉蒂约卢瓦的OSM定位图

## 行政
拉蒂约卢瓦的邮政编码为62130，INSEE市镇编码为62813。

## 政治
拉蒂约卢瓦所属的省级选区为泰努瓦斯河畔圣波勒县。

## 人口

1962-2008年间拉蒂约卢瓦人口变化图示

拉蒂约卢瓦于2022年1月1日时的人口数量为470人。